# 180 TCN
Năm 180 TCN là một năm trong lịch Julius. 

## Mất
- Lã hậu